# P-822 Junak
P-822 Junak bila je napadna podmornica klase Heroj. Izgrađena je 1969. u Brodogradilištu specijalnih objekata u Splitu za potrebe tadašnje Jugoslavenske ratne mornarice.
Raspadom SFRJ podmornica je odvezena u Crnu Goru gdje je služila u mornarici SR Jugoslavije. Iz operativne uporabe povučena je sredinom devedestih nakon čega je izrezana u staro željezo.